# Malachit
Malachitul este un mineral răspândit în natură, face parte din clasa carbonaților anhidri cu prezența de ioni străini.
Cristalizează în sistemul monoclinic având formula chimică Cu2[(OH)2|CO3] cu forme de agregate masive, formă de ciorchini, agregate cu dungi de nuanțe diferite, mai rar apare sub forme aciculare, sau cristale prismatice.
Culoarea frecventă a mineralului este verde de nuanțe diferite.
Duritatea malachitului este 3,5 - 4 pe scara de duritate Mohs, densitatea de 3,6 - 4,05 (g/cm³).
Conținutul în cupru este de cca. 57%.
Datorită durității reduse și desității mari malachitul se rupe ușor în bucăți.
Ținut la soare devine de culoare pală, iar ținut în contact cu apa pierde luciul, și își schimbă culoarea.

## Istoric
Denumirea de Malachit provine din limba latină molochitis care provine la rândul său din limba greacă μαλάχη (maláchē) ceea ce înseamnă Malvă (Malva sylvestris) o plantă din familia Malvaceae, denumire datorată culorii verzi intense a mineralului asemenea frunzelor malvei. În Egiptul antic și Grecia antică malachitul a fost un mineral apreciat, din el s-au confecționat amulete și scarabei aducători de noroc, mineralul măcinat era folosit ca material cosmetic pentru colorarea pleoapelor. În Evul Mediu, mineralul este folosit la lipirea obiectelor de aur. Prin acțiunea dioxidului de carbon din atmosferă și în prezența focului de cărbuni are loc o reacție chimică care permitea lipirea giuvaerului, etruscii erau cei care foloseau des acest procedeu. Această metodă de lipire era cunoscută deja de egipteni, dovadă, masca de aur a faraonului Tutankhamon.

## Răspândire în natură
Malachitul este un mineral tipic de cupru ca rezultatul intemperiilor, de aceea apare frecvent în zonele de oxidație a zăcămintelor de cupru, ca azurit, fiind asociat cu cuprit, goethit și calcit. A fost descoperit în cantități mari în Australia, Republica Democrată Congo, Namibia, Ural în Rusia, Austria, ca și în Arizona în SUA.

## Utilizare

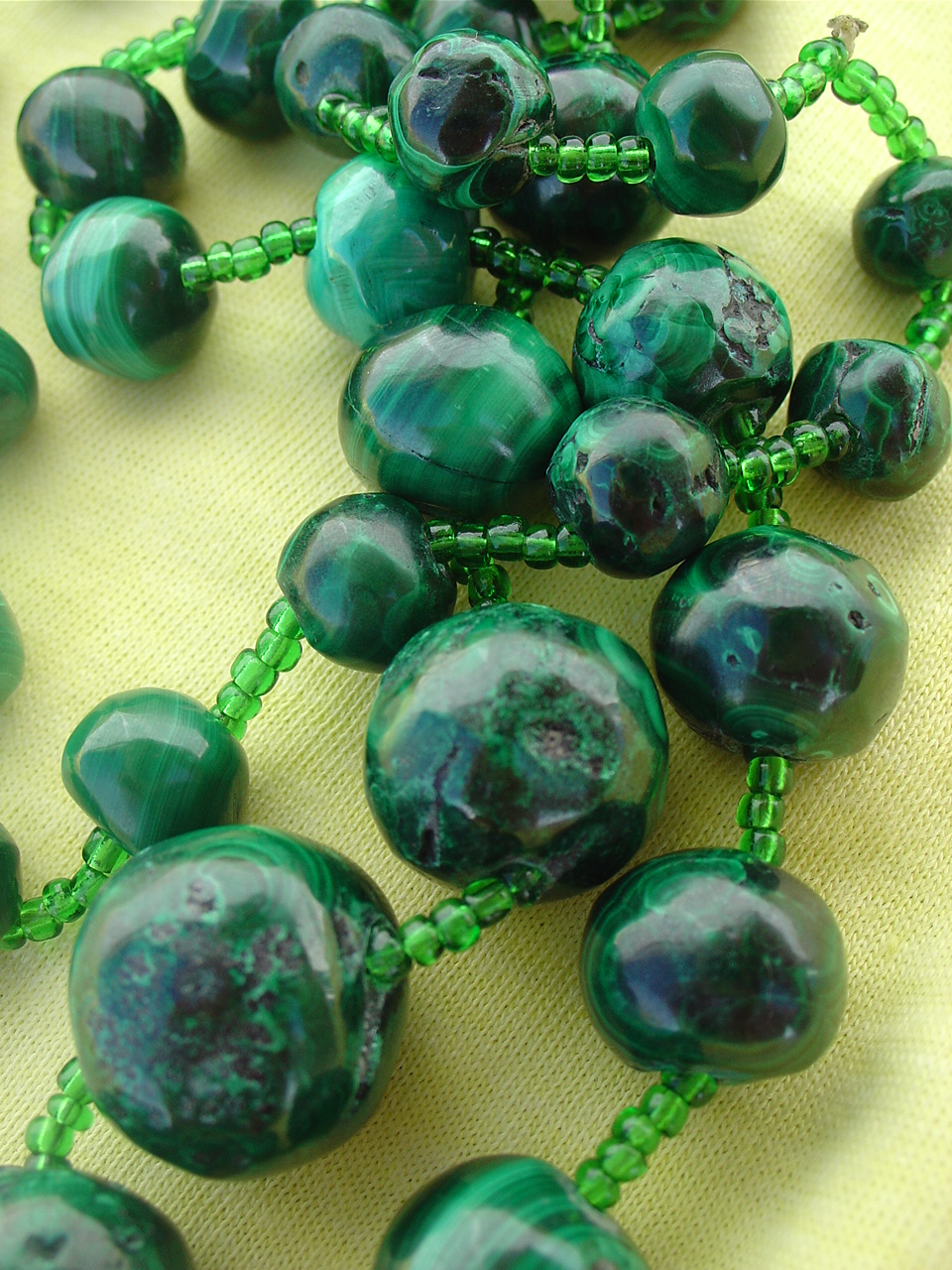
Șirag de mărgele din malachit

Bijuterie cu malachit expusă la Muzeul Hallwyl din Stockholm, Suedia

Utilizarea principală a malachitului este ca piatră semipretioase iar apoi întregi (stâlpi de susținere) din malachit, care provine din Ural. Din cauză că la prelucrarea mineralului ia naștere un praf toxic, mineralul prelucrat are un preț ridicat.

## Imitații

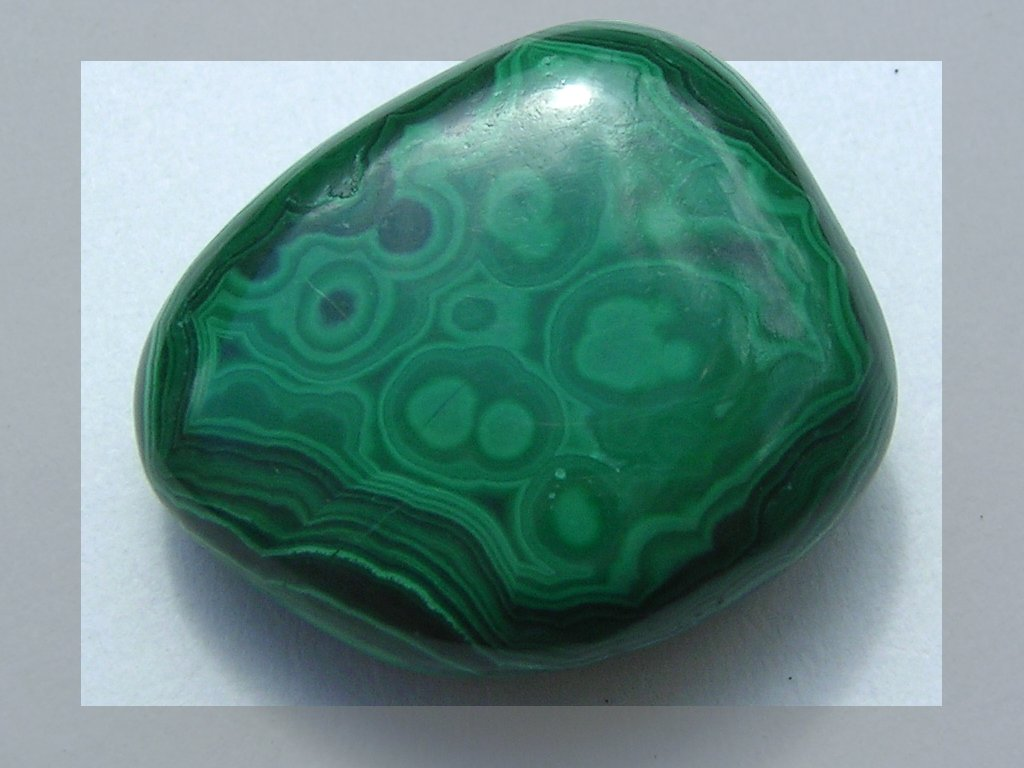
Azurit

Din cauza prețului său ridicat și datorită durității reduse, ca și clivajului mineralului, s-a căutat stabilizarea cu praful malachitului rezultat din prelucrare.
Dar sunt și imitații de malachit din azurit, achat (agat), jaspis, (varietate roșie) sau marmoră.
În prezent se produce malachit pe cale artificială, aceasta a determinat creșterea posibilităților de falsificare.